# Adalberto López
Pour les articles homonymes, voir López.
Adalberto López (né le 4 juillet 1923 à Cocula au Mexique et mort le 15 décembre 1996 à Los Angeles en Californie) était un ancien joueur de football mexicain.

## Palmarès

### Équipe
- Atlante
  - vice-champion du Mexique : 1945-1946
  - coupe du Mexique : 1941-1942
  - supercoupe du Mexique : 1941-1942

- Club León
  - champion du Mexique : 1947-48, 1948-49
  - supercoupe du Mexique : 1947-1948
  - coupe du Mexique : 1948-1949

- Atlas
  - champion du Mexique : 1950-1951

### Individuel
- Meilleur buteur du championnat du Mexique
  - 1947, 1948, 1949, 1952, 1954